# Knema squamulosa
Knema squamulosa är en tvåhjärtbladig växtart som beskrevs av W.J.J.O. de Wilde. Knema squamulosa ingår i släktet Knema och familjen Myristicaceae. Inga underarter finns listade i Catalogue of Life.